# Ты не такой
«Ты не такой» — первый официальный сингл российской певицы, бывшей солистки российской музыкальной R&B группы 5sta Family и финалистки «Фабрики звёзд-5» Юлианны Карауловой с её дебютного альбома «Чувство Ю», презентация которого состоялась 1 ноября 2016 года в московском концертном зале Red.

## История создания
Идея песни, по словам певицы, появилась зимой 2015 года совершенно случайно после обсуждения со своей подругой, белорусской и российской R&B-исполнительницей Бьянкой романтических переживаний и перипетий. В результате композиция получилась очень удачной, поэтому решено было сразу же снять к ней видеоклип. Съёмки клипа проходили в Риме. К работе был привлечен известный саунд-продюсер Андрей Чёрный, возлюбленный Юлианны, на счету которого работа с Димой Биланом, Тимуром Родригезом, певицей MakSim, Владом Топаловым, Павлом Волей и многими другими артистами. Одновременно с этим Юлианна Караулова призвала поклонников 5sta Family не волноваться о судьбе группы: начало сольной карьеры молодой певицы должно было быть совмещено с новыми проектами музыкального коллектива.

## Клип
Съёмки клипа на композицию «Ты не такой» прошли в Риме и его окрестностях с 18 по 20 апреля 2015 года. Режиссёром видео выступил Илья Дуров, который ранее уже работал с группой 5sta Family над клипами к трекам «Вместе мы» (2012) и «Буду с тобой» (2013), а также оператор Константин Кокорев, принимавший до этого участие в съёмках клипов группы.
Для съёмок была снята огромная квартира в центре Рима, окна которой выходили на площадь с огромной базиликой Санта Мария Маджоре. Съёмки видеоклипа проходили практически во всех знаковых местах столицы: Испанская лестница, площадь перед Ватиканом, мост около Замком Святого Ангела, маленькие улочки квартала Трастевере и многих других культовых местах города.

## Чарты и сертификации
| Страна/территория (Чарт)              | Высшая позиция |
| ------------------------------------- | -------------- |
| Tophit Top Hit Weekly Audience Choice | 9              |
| Tophit Top Hit Weekly General         | 2              |
| Tophit Top Hit Weekly Russia          | 1              |
| Tophit Top Hit Weekly Moscow          | 10             |

## Награды и достижения
| Год  | Награда       | Номинированная работа | Категория    | Результат |
| ---- | ------------- | --------------------- | ------------ | --------- |
| 2016 | Премия RU.TV  | «Ты не такой»         | Лучший старт | Победа    |
| 2016 | Премия Муз-ТВ | «Ты не такой»         | Прорыв года  | Номинация |